# 鏡テレビ共同受信組合
鏡テレビ共同受信組合（かがみテレビきょうどうじゅしんくみあい）は、かつて佐賀県唐津市に存在していた協同組合である。

## 概要
唐津市立鏡山小学校区をエリアとする共同受信施設を管理するために設立された組合である。通称は「鏡ケーブルテレビ」で、略称は「鏡テレビ」「かがみテレビ」などが使われていた。
一応自主放送チャンネルもあり、画面左下に「かがみテレビ」と表示されていた。このチャンネルでは主に鏡山小学校、唐津市立鏡中学校、鏡保育園、岡田学園エルアン幼稚園などの行事の様子を放送していた。これらは地域のボランティアがデジタルカメラで撮影した写真をスライドにしたり、大きな行事ではビデオカメラで動画を撮影していた。
平成の大合併により唐津市域が大きくなり、市が策定した地域情報化計画 (PDF) により組合は他の共同受信施設とともに廃止された。組合の旧加入者に向けては市が運営する唐津市有線テレビジョン唐津センターが業務を引き継いでいる。
事務所所在地
〒847-0022　佐賀県唐津市鏡山添1534-3